# 92891 Bless
92891 Bless este un asteroid din centura principală de asteroizi.

## Descriere
92891 Bless este un asteroid din centura principală de asteroizi. A fost descoperit pe 26 august 2000 la Observatorul din Cerro Tololo de Robert L. Millis. Asteroidul prezintă o orbită caracterizată de o semiaxă mare de 2,31 ua, o excentricitate de 0,07 și o înclinație de 6,1° în raport cu ecliptica.